# فصول اجتماعية
فصول اجتماعية كتاب للشيخ علي الطنطاوي، وقد صدر هذا الكتاب سنة 2002 بعد وفاته بثلاث سنوات، حيث جمع مادّتَه ورتبه حفيدُه مجاهد مأمون ديرانية، ويقع في 310 صفحات من القَطْع المتوسط (14×21). وهو يضم أربعين مقالة، منها ما كان في الأصل مقالة نُشرت في الخمسينيات أو الستينيات في بعض صحف الشام ولم تعرف طريقها إلى أيٍّ من كتب المؤلف التي نُشرت في حياته، ومنها ما كان حديثاً أُذيع من إذاعة دمشق قديماً أو من إذاعة السعودية في السنوات اللاحقة، خلال الستينيات والسبعينيات، وكل ذلك مما لم يُنشر من قبل.

## نبذة
مقالات هذا الكتاب تشبه تلك التي يضمها كتاب «مع الناس»، حتى ليكاد يكون تكملة له وملحقاً به، وهي كلها من المقالات النافعة التي أراد بها مؤلفها صلاح حياة الناس وصلاح مجتمعهم؛ من قضايا الأسرة والتربية وعلاقة الآباء بالأبناء والأزواج بالزوجات: «في تربية الأولاد»، و«كيف ربيت بناتي»، و«حقوق الزوجين»، و«قصة طلاق»، و«الطلاق ليس لهواً»، و«من حديث الرجال والنسوان»... ومشكلات الشبان والشابات: «في الحب والزواج»، و«تيسير الزواج»، و«مشكلة الشباب»، و«آراء رجعية لكاتب رجعي»... ومشكلة المرأة: «دفاع عن المرأة»، و«المرأة الشرقية»، و«المساواة بين المرأة والرجل»... والمشكلات والآفات الاجتماعية الفاشية بين الناس: «الضيافة»، و«الهدية»، و«كل شيء بالتقسيط»، و«بين التبذير والتقتير»، و«ارحمونا من هذا الضجيج»... والمشكلات النفسية والسلوكية التي يعاني منها بعض الناس: «عوّد نفسك الخير»، و«بدِّل عاداتك نحو الأفضل»، و«بحث في الأعصاب»، و«ما هي السعادة؟»، و«مرضى الوهم»... ونصائح عامة فيها نفع وفيها خير: «حديث في الرياضة»، و«بين الوظيفة والتجارة»، و«سبحان مقسِّم الأرزاق».